# Svartkobb, Åland
Svartkobb är tre skär i Åland (Finland). De ligger i den östra delen av landskapet, 50 km öster om huvudstaden Mariehamn. Kommungränsen mellan Sottunga och Kumlinge går igenom Svartkobb.
Terrängen runt Svartkobb är mycket platt. Trakten är glest befolkad. Närmaste större samhälle är Kumlinge, 16,0 km norr om Svartkobb.